# Erdi Yokuşlu
Erdi Yokuşlu (* 9. Februar 1992 in Izmir) ist ein türkischer Fußballtorhüter. Sein Cousin Okay Yokuşlu ist ebenfalls als Profifußballspieler aktiv.

## Karriere

### Verein
Yokuşlu kam in Konak, einem Stadtteil der westtürkischen Hafenstadt Izmir, auf die Welt und begann mit dem Vereinsfußball in der Jugend von Çamdibigücü. 2006 wechselte er dann in die Jugendabteilung von Dardanelspor. 2010 wurde er als Achtzehnjähriger mit einem Profivertrag ausgestattet, spielte aber nahezu zwei Saisons nahezu ausschließlich für die Reservemannschaft. Erst in den letzten drei Spieltagen der Saison 2011/12 kam er bei dem Profis zum Einsatz und eroberte sich dann denn Stammtorhüterposten. Die Viertligasaison 2012/13 beendete er mit seinem Team als Play-off-Sieger der TFF 3. Lig und stieg damit in die TFF 2. Lig auf.
Im Sommer 2014 wechselte er zum Zweitligisten Boluspor und nach drei Jahren von diesem zum Drittligisten Amed SK.

### Nationalmannschaft
Yokuşlu zählte 2011 dreimal zum Aufgebot der türkischen U-19-Nationalmannschaft und kam bei zwei Spielen zum Einsatz.

## Erfolge
Mit Dardanelspor
- Play-off-Sieger der TFF 3. Lig und Aufstieg in die TFF 2. Lig: 2012/13